# تصويت مبكر
التصويت المبكر هو العملية التي يمكن للناخبين من خلالها التصويت في يوم واحد أو عدة أيام سابقة للانتخابات. يمكن إجراء التصويت المبكر عن بُعد مثل عن طريق البريد أو شخصيًا، وعادة ما يكون في مراكز اقتراع مخصصة للتصويت المبكر. ويختلف التوافر والفترات الزمنية للتصويت المبكر على أساس الولاية القضائية ونوع الانتخابات. عادة ما يكون هدف التصويت المبكر زيادة نسبة المشاركة وتخفيف ازدحام مراكز الاقتراع في يوم الانتخابات.
يتم إجراء اقتراع مسبق قبل بعض الانتخابات من أجل السماح بمشاركة الناخبين المحتمل عدم قدرتهم على التصويت في يوم/أيام الاقتراع المحدد. قد يشمل هذا الناس الذين سيكونون خارج منطقة الاقتراع في أثناء فترة الانتخابات والعاملين بمراكز الاقتراع والعاملين بالحملة الانتخابية والناس الذين لديهم إجراءات طبية من المقرر إجراؤها في هذه الفترة وغيرهم.

## في الولايات القضائية الفردية

### أستراليا
يعرف التصويت المبكر في أستراليا، باسم التصويت قبل الانتخابات. ومع ذلك، فإن الناخب يجب أن يكون مسجلاً بسجل الناخبين كي يستطيع الإدلاء بصوته في وقت مبكر.

### كندا
يعرف التصويت المبكر في كندا، باسم التصويت المُسبق. وهو متاح لجميع الناخبين في جميع الانتخابات الاتحادية والمقاطعات ومعظم البلديات. وفي الانتخابات الاتحادية، فإن الناخبين ليسوا بحاجة إلى التسجيل كي يتمكنوا من الإدلاء بأصواتهم في التصويت المُسبق شريطة أن يحملوا إثبات هوية وعنوان أو إحضار ناخب مسجل ليحلف يمينًا لتحديد الهوية في مركز الاقتراع نيابة عنهم.

### فنلندا
توجد في فنلندا والسويد أنظمة تصويت مبكر مماثلة. الفرق الوحيد هو أن فنلندا تستخدم مكاتب البريد كمراكز للتصويت المبكر.

### ألمانيا
في ألمانيا، يلزم على معظم الناخبين المؤهلين تسجيل أماكن إقامتهم والحصول على إخطار بالانتخاب (Wahlbenachrichtigung) خلال ثلاثة أسابيع قبل انتخابات البوندستاغ، الذي يتضمن أيضًا نموذج طلب تصويت بريديًا. من الممكن أن يدلي الشخص بصوته مباشرة في المكتب الذي يتولى توزيع نماذج الاقتراع، بمعني حكومة البلدية.
تم إلغاء شرط وجوب وجود عذر في 2008, ولكنه كان فقط ضمانة مجردة لم يتم التصديق عليها أبدًا. صوت 19% من إجمالي عدد الناخبين مبكرًا في 2005.
تتميز قواعد الانتخابات في الولايات الألمانية وعلى مستوى البلديات والمقاطعات بأنها متشابهة جدًا.
الألمان الذين يعيشون في الخارج يحق لهم التسجيل والتصويت من خلال البريد لانتخابات البوندستاغ وانتخابات البرلمان الأوروبي، ولكن ليس في انتخابات الولاية أو الانتخابات المحلية.

### أيرلندا
من الشائع بالنسبة للناخبين في الجزر الساحلية البعيدة التصويت في الأيام القليلة التي تسبق الانتخابات، في حالة سوء الأحوال الجوية بما يمنع التصويت في اليوم الرسمي.

### مالطا
أدخلت مالطا نظام التصويت المبكر في عام 2009 للانتخابات العامة وانتخابات البرلمان الأوروبي. كان الاستخدام الأول لهذا النظام في انتخابات البرلمان الأوروبي 2009. وتجرى الانتخابات في مالطا خلال يوم واحد، هو يوم السبت. ويحق للناخبين في خارج البلاد في هذا اليوم ومن هم على استعداد لحلف اليمين لهذا الغرض التصويت خلال أسبوع واحد مسبقًا في مقر اللجنة الانتخابية.

### نيوزيلندا
في نيوزيلندا، يعتبر التصويت المبكر شكلاً من أشكال التصويت الخاص يتيح للناخبين الذين سيكونون دائرتهم الانتخابية أو منعهم عذر في يوم الانتخابات التصويت في وقت مبكر أو في مكان اقتراع آخر.

### النرويج
في النرويج يعرف التصويت المبكر باسم "forhåndsstemming" أي التصويت المسبق. وفي الانتخابات العامة عام 2009، صوت 707489 من النرويجيين مسبقًا. يتفوق هذا العدد بمقدار 200000 على الرقم القياسي السابق الذي سجل عام 2001.

### السويد

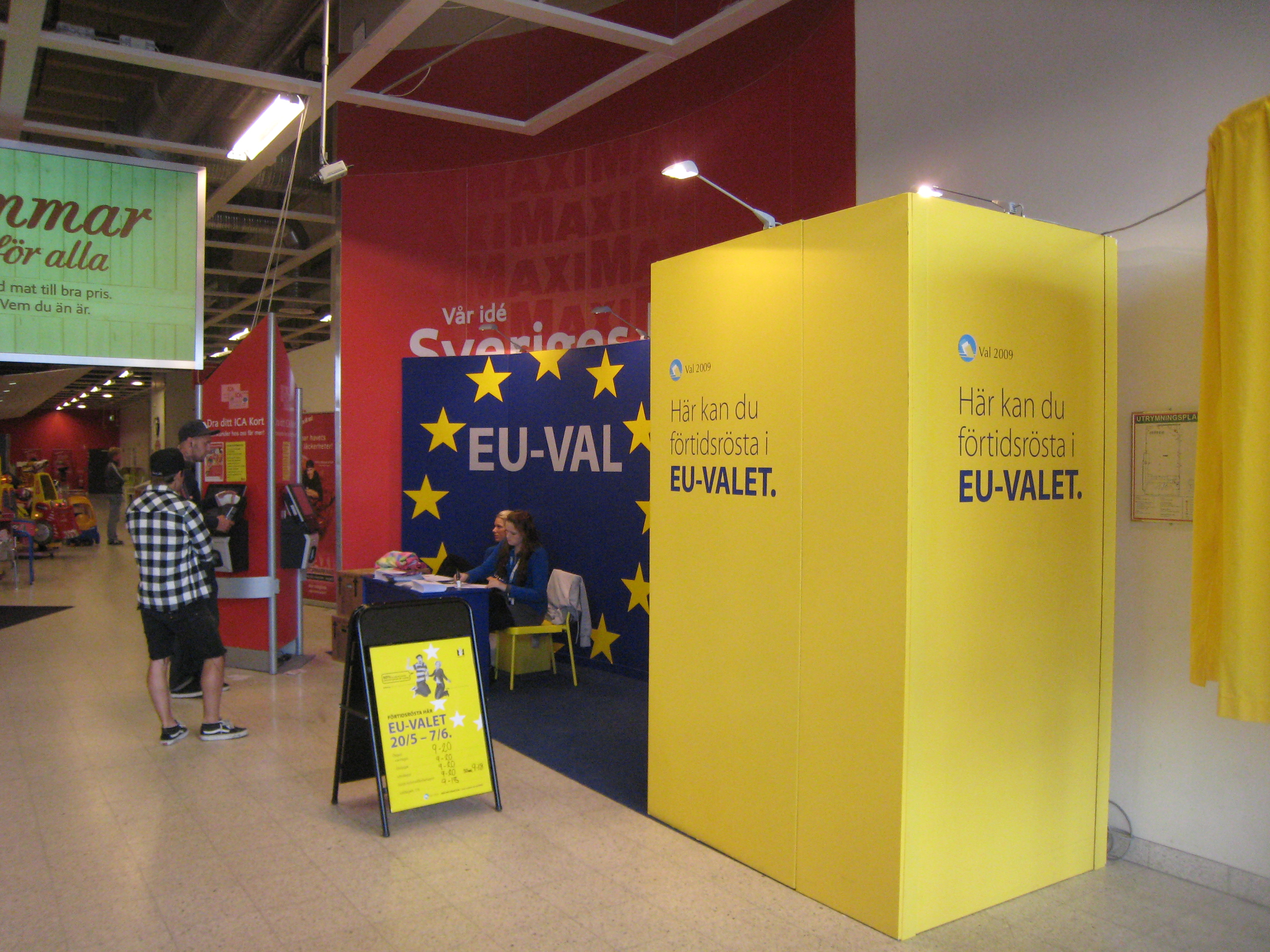
مركز للاقتراع المبكر في سوبر ماركت في مالمو خلال انتخابات البرلمان الأوروبي 2009

من التقاليد السويدية المشاركة العالية في الانتخابات وتحاول الدولة جعلها سهلة وسلسة قدر الإمكان. ليس هناك حاجة إلى تسجيل حيث إن الجميع يكون عامةً مسجلاً بعنوان المنزل. بوجه عام، يكون تصويت الناخبين في يوم الانتخابات في مراكز الاقتراع المعيّنة لهم. ولكن يمكن للجميع التصويت خلال الأسبوع السابق ليوم الانتخابات بمركز الاقتراع المبكر وفي أي مكان في البلاد. وعادة ما تكون هذه الأماكن مملوكة للبلدية مثل المكتبات. تجد بعضها مفتوحًا أيضًا يوم الانتخابات، على الرغم أن يوم الانتخابات دائمًا يكون يوم الأحد. وهناك إمكانية للتصويت الخاص في المستشفيات ودور المسنين. في الانتخابات حتى عام 1998, استخدمت مكاتب البريد لعدة عقود من الزمن كمراكز اقتراع مبكر (مكاتب البريد الآن مملوكة لشركة تجارية، بإدارة وطنية سابقًا). يجب على السويديين الذين يعيشون في الخارج تسجيل عناوينهم ويمكنهم التصويت في السفارات أو بالبريد.
يتم نقل الأصوات المبكرة إلى مركز اقتراع الناخب في مظاريف مزدوجة. وفي يوم الانتخابات، يستطيع الناخب/الناخبة التصويت في مركز الاقتراع الخاص به يوم الانتخابات. قبل عدّ الأصوات المبكرة، يتحقق المسؤولون مما إذا كان الناخب قد صوت في مركز الاقتراع أم لا. إذا لم يكن التصويت قد تم داخل مركز الاقتراع، فإنه يتم تدمير وإتلاف الصوت مع الظرف الداخلي دون فتحه. يتم نقل الأصوات المبكرة التي لم تصل إلى مراكز الاقتراع في الوقت المحدد إلى المجلس الإداري للمقاطعة وعدّها إذا لم يكن الناخب قد صوت بالفعل.

### سويسرا
تسمح القوانين السويسرية الفدرالية بالتصويت البريدي في جميع الانتخابات والاستفتاءات الاتحادية، وتسمح بها أيضًا جميع الكنتونات في مسائل اقتراع الكانتونات. يتلقى جميع الناخبين بطاقة اقتراعهم الشخصية عن طريق البريد قبل أسابيع قليلة من الانتخابات أو الاستفتاء. ويمكنهم إما أن يدلوا بها في مركز للاقتراع في يوم الانتخابات أو يعيدوا إرسالها بالبريد في أي وقت قبل يوم الانتخابات.

### تايلاند
في تايلاند تايلاند، يعرف التصويت المبكر باسم เลือกตั้งล่วงหน้า (التصويت المُسبق). وقد تمت إتاحة التصويت المسبق منذ دستور تايلاند لعام 1997 سواء داخل أو خارج الدائرة الانتخابية خاصة بالنسبة للعمال المهاجرين والطلاب ولجميع الناخبين في اماكن الاقتراع المركزية، وتقع معظمها في مكاتب الدوائر الانتخابية المسجلة من أجل انتخابات أعضاء البرلمان والاستفتاء على الدستور التايلاندي، 2007. يجب على الناخبين المؤهلين التسجيل في مكاتب الدوائر الانتخابية (التي هي الأقرب لهم) وتلقي إخطار بالرد. وللتصويت مسبقًا خارج الدوائر الانتخابية، يجب على الناخبين التسجيل قبل يوم الانتخابات بمدة لا تقل عن 30 يومًا. وليست هناك حاجة للتسجيل إذا كان الناخب مسجلاً في آخر انتخابات. ولكن إذا كان الناخبون يرغبون في العودة والتصويت في الدوائر الانتخابية الأصلية (وفقًا لسجل منزل)، يجب عليهم أن يتقدموا بطلب إلغاء التسجيل. كما يجوز للتايلانديين في الخارج التسجيل في السفارات أو القنصليات والتصويت عن طريق البريد أو في السفارات أو القنصليات قبل يوم الانتخابات.
ويوم التصويت المبكر مثله مثل يوم الانتخابات إذ يجب على الناخبين حمل ما يثبت هويتهم حتي وإن كانت منتهية الصلاحية. وتقوم لجنة الانتخابات باستخدام مكاتب البريد في إرسال البطاقات الانتخابية من الدوائر الأخرى والخارج للدوائر الانتخابية الأصلية. ويتم فرزها مع باقي البطاقات الانتخابية يوم الانتخابات.
تم ترتيب التصويت المبكر في الانتخابات العامة 2011 يوم الأحد (26 يونيو 2011) فقط، بينما في الانتخابات السابقة كان مُقررًا له يومي السبت والأحد. ذهب نحو 2.6 مليون نسمة بما في ذلك 1.07 مليون في بانكوك إلى التصويت المبكر، ومع ذلك لم يتمكن العديد من المصوتين المحتملين من الإدلاء بأصواتهم نظرًا للازدحام الشديد. وللعلم، فإنه لا يزال بإمكان الناخبين الذين لم يصوتوا في يوم التصويت المبكر التصويت في دوائرهم الأصلية يوم الانتخابات.

### الولايات المتحدة

التصويت المبكر بدون أعذار في ولايات الولايات المتحدة، كما حدث في سبتمبر 2007.
in-person and postal
in-person only
postal only
none

يشبه التصويت المبكر «بدون أعذار» التصويت الغيابي. وتتفاوت المدة الزمنية في العديد من الولايات الأمريكية ما بين أربعة أيام وخمسين يومًا قبل يوم الانتخابات. ويسمح بالتصويت المبكر الشخصي بدون وجود عذر في 32 ولاية أمريكية وفي العاصمة. يُسمح بالتصويت الغيابي بدون عذر عن طريق البريد في 27 ولاية والعاصمة، وبعذر في 21 ولاية يُسمح بالتصويت الغيابي بدون عذر دائم في 7 ولايات والعاصمة.
| تاريخ التصويت المبكر في الانتخابات الرئاسية الأمريكية | تاريخ التصويت المبكر في الانتخابات الرئاسية الأمريكية | تاريخ التصويت المبكر في الانتخابات الرئاسية الأمريكية |
| عام                                                   | الأصوات المبكرة                                       | المصدر                                                |
| ----------------------------------------------------- | ----------------------------------------------------- | ----------------------------------------------------- |
| 2008                                                  | 30.6%                                                 | [ 8 ]                                                 |
| 2004                                                  | 22%                                                   |                                                       |
| 2000                                                  | 16%                                                   | [ 9 ]                                                 |
| 1992                                                  | 7%                                                    |                                                       |

#### العاصمة
تطلب مقاطعة كولومبيا عذرًا لإجراء التصويت المبكر والتصويت الغيابي، حتى الانتخابات التمهيدية في 14 سبتمبر 2010. ويبدأ التصويت المبكر التمهيدي للعاصمة في 30 أغسطس 2010.

#### فلوريدا
فلوريدا بدأ بها التصويت المبكر رسميًا في عام 2004 كجزء من عملية إصلاح الانتخابات اللاحقة لعام 2000 .
تجاوز الإقبال على التصويت المبكر المليون في عام 2004. وكانت هناك بعض المشاكل، مثل: تعطل أجهزة الكمبيوتر باليوم الأول في مقاطعة أورانج ومقاطعة بروارد; ومحو أصوات بطريق الخطأ في مقاطعة فولوسيا; ونقص مواقع التصويت المبكر في جاكسونفيل. وجرت مناقشة الإصلاحات لمعالجة المشكلات المعروفة، فضلاً عن احتمال إلغاء قياسات الاستطلاع من أجل تصويت مبكر مُصَوَّب.

#### جورجيا
في جورجيا، «التصويت المبكر» و«التصويت المسبق» لهما معنيان مختلفان. يكون التصويت خلال أسبوع قبل الانتخابات ويسمى التصويت «المسبقً»، ويتوفر عادة في عدة مواقع في المقاطعات الحضرية والضواحي. ويسمى التصويت المسبق في وقت مبكر جدًا، يصل إلى 45 يومًا قبل يوم الانتخابات، باسم التصويت «المبكر» ولا يتوفر عادةً إلا في مكاتب انتخابات 159 مقاطعة (حيث يكون التصويت «المُسبق» متاحًا أيضًا). لا يوجد تصويت في نهاية الأسبوع حيث يكون معظم الناس في إجازة من العمل، كما لا يوجد تصويت في اليوم السابق ليوم الانتخابات مباشرةً. وبالنسبة للدعوات إلى تمديد التصويت خلال الأيام الثلاثة السابقة ليوم الانتخابات لا يمكن أن يلبيها حاكم جورجيا ويجب على كل مقاطعة طلب إذن من وزارة العدل الأميركية نظرًا لتاريخ انتهاكات حقوق التصويت في جنوب الولايات المتحدة خلال العقود السابقة.

#### ميريلاند

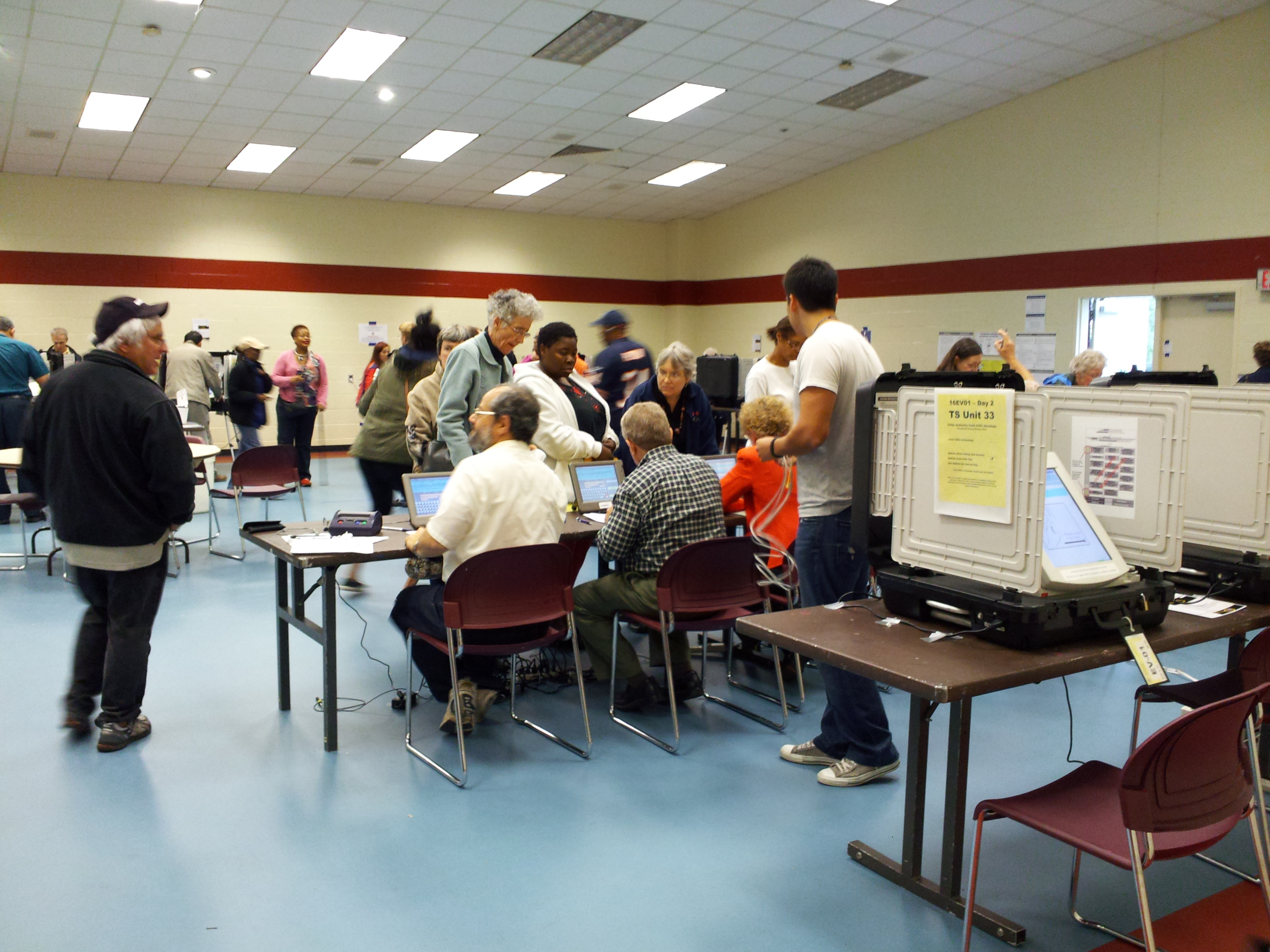
التصويت المبكر في روكفيل بولاية ميريلاند

في أغسطس 2006، حكم القاضي لصالح عدة مدعين بأن دستور الولاية يسمح فقط بالتصويت يوم الانتخابات. طعن المدعون على قانون التصويت المبكر الجديد باحتمالية الغش. ولكن ظلت الاقتراعات الغيابية مقبولة إلى وقتنا الحالي.
وافق الناخبون على تعديل دستوري في نوفمبر 2008 للسماح بالتصويت المبكر بدءًا من الانتخابات التمهيدية عام 2010. وتقدم ميريلاند الآن التصويت المبكر الشخصي والتصويت الغيابي عن طريق البريد.

#### ولايات أخرى
يوفر المؤتمر الوطني للمجالس التشريعية في الولاية جداول مختصرة حديثة وخطوطًا عريضة مفصلة لقوانين كل ولاية، بالإضافة إلى روابط القوانين والنظم ذات الصلة.

## وصلات خارجية
- Early Voting Information Center at Reed College
- Long Distance Voter, early and absentee voting information
- Florida Statute 101.657
- MSNBC Report on the start of Early Voting in 2004
- Can I Vote? | Find Out If You Are Registered to Vote. CanIvote.org - “This nonpartisan web site was created by state election officials to help eligible voters figure out how and where to go vote.” Also, early and absentee voting info by state. Check also whether you are registered or not.